# Miriam Blasco
Míriam Guadalupe Blasco Soto (ur. 12 grudnia 1963 w Valladolidzie) – hiszpańska judoczka, złota medalistka olimpijska z Barcelony.
Zawody w Barcelonie były jej jedynymi igrzyskami olimpijskimi. Zwyciężyła w wadze do 56 kg i jej medal był pierwszym złotem w historii zdobytym na igrzyskach przez Hiszpankę. Była mistrzynią świata (1989) i brązową medalistką tej imprezy (1991) oraz medalistką mistrzostw Europy (złoto w 1991, srebro w 1988 oraz brąz w 1989, 1992 i 1994). Sześciokrotnie zostawała mistrzynią Hiszpanii.
Po zakończeniu kariery sportowej zasiadała w hiszpańskim senacie.